# Masquerade (canción)
«Masquerade» es el segundo sencillo del cantante japonés Kaya, exintegrante de la banda Schwarz Stein. Fue lanzado al mercado el 26 de septiembre de 2006. Estuvo en la lista de Oricon, y en una semana alcanzó el puesto número trece.
La canción «Masquerade» es una pieza de jazz, mientras que la cara B que la acompaña, «Psycho Butterfly», continúa en la línea gótico-digital de Schwarz Stein. Al igual que su primer sencillo, «Kaleidoscope», fue compuesto por el extecladista de la banda, Velvet Eden (Kalm).

## Lista de canciones
1. "Masquerade" – 5:17
2. "Psycho Butterfly" – 5:53

- Datos: Q6005476